# The Forgiven
Pour plus de détails, voir Fiche technique et Distribution.
The Forgiven est un film américano-britannique réalisé par John Michael McDonagh et sorti en 2021. Il s'agit d'une adaptation du roman du même nom écrit par Lawrence Osborne et publié en 2012.
Ralph Fiennes, Jessica Chastain, Caleb Landry Jones, Saïd Taghmaoui, Christopher Abbott et Matt Smith y tiennent les rôles principaux.
Il est présenté en avant-première au festival international du film de Toronto 2021. Il sortira dans les salles des États-Unis le 1er juillet 2022 et en Angleterre, le 26 août 2022.

## Synopsis
Un couple de Britanniques, David et Jo Henninger, a un accident alors qu'ils se rendent dans une luxueuse demeure dans le désert de l'Atlas au Maroc. Cet évènement va avoir de lourdes répercussions sur eux ainsi que sur les autres invités.

## Fiche technique
Sauf indication contraire, les informations mentionnées dans cette section peuvent être confirmées par la base de données cinématographiques IMDb,  présente dans la section « Liens externes ».
- Titre original : The Forgiven
- Réalisation et scénario : John Michael McDonagh
- Musique : Lorne Balfe
- Direction artistique : Ian Bailie
- Décors : Willem Smit
- Costumes : Keith Madden
- Photographie : Larry Smith
- Montage : Chris Gill et Elizabeth Eves
- Production : Elizabeth Eves, Nick Gordon, Trevor Matthews, John Michael McDonagh
- Sociétés de production : House of Un-American Activities Productions, Brookstreet Pictures, LipSync, Film4, Head Gear, Metrol Technology et Assemble Media
- Sociétés de distribution : Roadside Attractions (États-Unis), VVS Films (Canada)
- Budget : n/a
- Pays de production :  Royaume-Uni,  États-Unis
- Langue originale : anglais
- Format : couleur
- Genre : drame
- Durée : 117 minutes
- Dates de sortie[3] :
  - Canada : 11 septembre 2021 (festival de Toronto)
  - États-Unis : 1er juillet 2022 (sortie limitée)
  - Royaume-Uni : 2 septembre 2022
  - France : 1er mai 2023 (en vidéo)

## Distribution
- Ralph Fiennes (VF : Serge Faliu ; VQ : Alain Zouvi) : David Henninger
- Jessica Chastain (VF : Rafaèle Moutier ; VQ : Mélanie Laberge) : Jo Henninger
- Matt Smith (VF : Anatole de Bodinat ; VQ : Éric Bruneau) : Richard Galloway
- Caleb Landry Jones (VF : Gauthier Battoue ; VQ : Nicolas Bacon) : Dally Margolis
- Ismael Kanater (en) (VF : Yves-Henry Salerne ; VQ : Guy Nadon) : Abdellah Taheri, le père de la victime
- Saïd Taghmaoui (VF : Jean Rieffel ; VQ : Patrick Chouinard) : Anouar
- Christopher Abbott (VF : Tanguy Goasdoué ; VQ : Adrien Bletton) : Tom Day
- Abbey Lee Kershaw (VF : Caroline Cadrieu) : Cody
- Marie-Josée Croze (VF : elle-même) : Isabelle Péret
- Alex Jennings (VF : Patrick Bonnel) : lord Swanthorne
- Mourad Zaoui (VF : Charles Mendiant ; VQ : François-Simon Poirier) : Hamid
- Saïd Taghmaoui : Anouar
- Anas El Baz : Nawfal
- Mourad Zaoui : Hamid
- Ben Affan : Capitaine Benihadd
- Ismail Abou-El-Kanater : Abdellah Taher

 Source et légende : version française (VF) sur RS Doublage et carton de doublage français.

## Production
Le film a été annoncé avec comme scénariste et producteur, John Michael McDonagh en mai 2018. Le film devait avoir comme tête d'affiche Ralph Fiennes, Rebecca Hall, Mark Strong et Saïd Taghmaoui.
Le tournage devait débuter en 2019 au Maroc. Caleb Landry Jones est engagé en janvier 2019. En décembre de la même année, Jessica Chastain est en négociation. Le tournage est alors repoussé à 2020. Marie-Josée Croze rejoint la distribution un peu plus tard. En octobre 2020, les participations de Matt Smith, Christopher Abbott, Ismael Kanater, Alex Jennings et Abbey Lee sont révélées.
Le tournage débute en février 2020. En mars 2020, il est suspendu à cause de la pandémie de Covid-19. En septembre 2020, les prises de vues reprennent au Maroc après six mois de pause. Le tournage s'achève en octobre 2020).

## Sortie
Le film est présenté en avant-première au festival international du film de Toronto 2021. En novembre 2021, il est annoncé que Roadside Attractions et Vertical Entertainment ont acquis les droits pour les États-Unis, avec Focus Entertainment et Universal Pictures pour le reste du monde.